# Socialistische Republiek Kroatië
De Socialistische Republiek Kroatië (Servo-Kroatisch/Kroatisch: Socijalistička Republika Hrvatska) of SR Kroatië was de officiële naam van Kroatië als socialistische staat in het voormalige Joegoslavië.

## Geschiedenis
Tijdens de Tweede Wereldoorlog was Kroatië onafhankelijk geworden en werd na de oorlog opnieuw ingelijfd bij Joegoslavië en kreeg nu de naam Federale Staat Kroatië. Op 29 november 1945 nam de staat de naam Volksrepubliek Kroatië aan en behield deze naam tot 7 april 1963 toen de naam werd veranderd in Socialistische Republiek Kroatië. Deze naam bleef de deelrepubliek behouden tot 1991 toen het communisme al gevallen was en Joegoslavië verbrokkelde.

### Economie
In de jaren zestig en zeventig vierde de industrie hoogtij in de staat en Zagreb werd zelfs een grotere industriestad dan Belgrado. Voor de Tweede Wereldoorlog was Kroatië geen industrieel land en was landbouw de grootste bedrijvigheid, maar in 1991 was het een moderne industriestaat. Rond dezelfde tijd werd de kust van de Adriatische Zee een populaire internationale toeristenbestemming.

### Politiek
Op politiek vlak waren de Kroaten nog in de minderheid tegenover de Serviërs. Tito, zelf van Kroatische afkomst zorgde er echter voor dat beide nationalistische ambities van de naties de kop ingedrukt werd. Bij de nieuwe grondwet van 1963 werd vastgelegd dat de Serviërs niet alle politieke macht kregen maar dat elke deelrepubliek evenveel te zeggen had.

### Dood van Tito
Na de dood van Tito begonnen politieke en economische moeilijkheden in heel het land. Economisch ging het nog zeer goed in Kroatië en enkel Slovenië was rijker dan Kroatië. Na het einde van de Koude Oorlog en al de voordelen die Joegoslavië hiervan genoot kwam er inflatie.
De etnische spanningen werden groter en zouden uiteindelijk leiden tot de ondergang van Joegoslavië. De Kroaten werden opnieuw nationalistisch en keerden zich tegen het regime in Belgrado.

### Weg naar de onafhankelijkheid
In 1990 wilde president Slobodan Milošević de grondwet van 1974 vervangen door het principe "één persoon, één stem" wat de grootste bevolkingsgroep, de Serviërs, de macht zou geven. Hierom verlieten de Kroatische en Sloveense delegaties het congres in protest en werd de kloof almaar groter.
Ook Bosnië en Macedonië begonnen zich te verzetten en vrede leek uitgesloten. Uiteindelijk leidde dit alles tot een bloedige oorlog waarbij heel Joegoslavië uit elkaar viel.
Bosnië en Herzegovina · Kroatië · Macedonië · Montenegro · Servië (Kosovo · Vojvodina) · Slovenië